# Château de Carron
Le château de Carron est un ancien rendez-vous de chasse situé à Francin (commune de Porte-de-Savoie), dans le département de la Savoie en région Auvergne-Rhône-Alpes.
L'édifice fait l’objet d’une inscription partielle au titre des monuments historiques depuis le 30 janvier 1989.

## Histoire
Le château de Carron est édifié en 1768 par le baron Joseph Rambert de Châtillon, alors président du Sénat de Savoie.
Il devient le 23 septembre 1808 la propriété du Général d'Empire Pierre Decouz, qui s'illustra à Aboukir puis à Austerlitz et Wagram. Ses descendants en sont toujours propriétaires et font visiter la demeure, son parc romantique et son jardin à la française.